# Bloco Esportivo Morgenau
O Bloco Esportivo Morgenau foi um clube Brasileiro de futebol da cidade de Curitiba, estado do Paraná.

## História
O Clube é fundado em 23 de maio de 1932 e o seu nome foi uma homenagem a Vila Morgenau, uma localidade na periferia da cidade de Curitiba do início do século XX. Esta região, atualmente, é onde se encontre o bairro do Cristo Rei.
O B.E. Morgenau era um time tricolor e a sua camisa estampava as cores vermelha, a preta e a branca (muito similar a camisa tradicional do tricolor paulista) e seu campo de futebol era próximo de uma indústria conhecida como fábrica Mimosa, com o nome de Estádio Moysés Lupion.
O Morgenau participou de torneios amadores e também de campeonatos profissionais e de suas equipes saíram atletas que tiveram sucesso em times como o Ferroviário, Atlético Paranaense e Coritiba. Entre as décadas de 1930 e 1940 o Morgenau obteve alguns sucessos como time amador, chegando a ser bicampeão em 1950 e assim resolveu, em 1951, disputar o campeonato da 1º divisão de profissionais do futebol paranaense.
Em sua primeira participação no estadual ficou em 8º lugar entre nove participantes, não tento muito sucesso nos certames em que participou até a década de 1960, sempre ficando em posições intermediarias ou nas últimas colocações. Sua última participação no estadual foi em 1964.
O clube de futebol B.E. Morgenau encerrou suas atividades quando ocorre a fusão do Bloco com a Sociedade Operária Beneficente Recreativa Vila Morgenau, criando assim a Sociedade Morgenau em 20 de maio de 1968. No local em que existia o campo de futebol do Bloco Esportivo foi construído uma das sedes da Sociedade e que, na atualidade, é uma das referências do bairro Cristo Rei, situado de frente para a Avenida Senador Souza Naves.

## Títulos[4]
O Bloco Esportivo Morgenau obteve, em toda a sua existência, as seguintes conquistas:
- Campeão da Liga Independente Suburbana de Curitiba (LISC) de 1933;
- Campeão da Liga Suburbana de Curitiba (LSC) de 1946;
- Campeão no Campeonato Amador da 1º Divisão da F.P.F. de 1949;
- Bi-Campeão no Campeonato Amador da 1º Divisão da F.P.F. de 1950.

## Ranking (1ª Divisão) do Campeonato Paranaense
- Posição – 57º
- Pontuação – 10

(atualização em ago/2008)